# Michael Manniche
Pour l’article ayant un titre homophone, voir Maniche.
Michael Manniche est un footballeur danois né le 17 juillet 1959 à Frederiksberg.

## Carrière
- 1977-1980 : Brønshøj BK  Danemark
- 1980-1983 : Hvidovre IF  Danemark
- 1983-1987 : Benfica  Portugal
- 1987-1992 : B 1903  Danemark
- 1992-1994 : FC Copenhague  Danemark
- 1996 : FC Copenhague  Danemark

## Palmarès
Avec le Hvidovre IF :
- Champion du Danemark en 1981
- Vainqueur de la Coupe du Danemark en 1980

Avec le Benfica Lisbonne :
- Champion du Portugal en 1984 et 1987
- Vainqueur de la Coupe du Portugal en 1985, 1986 et 1987
- Vainqueur de la Supercoupe du Portugal en 1985

Avec le FC Copenhague :
- Champion du Danemark en 1993